# Noltland Castle

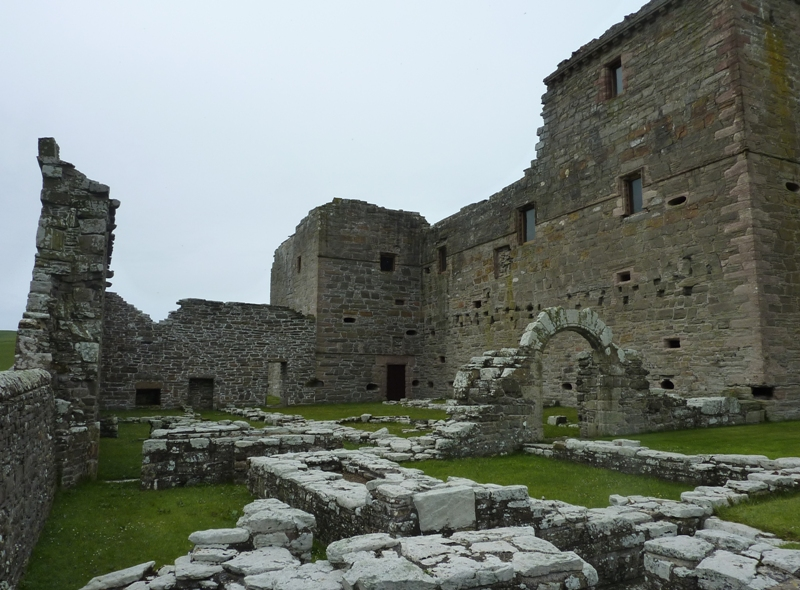
De 17e-eeuwse binnenplaats met vooraan de resten van de 18e-eeuwse vleugel.

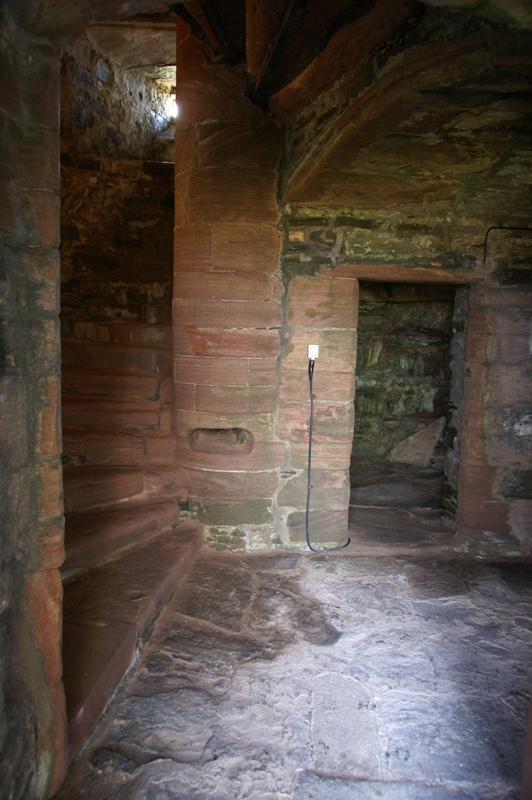
De begane grond van de zuidwestelijke toren: de brede wenteltrap leidt naar de grote hal. Recht vooruit ligt de portiersloge, voorzien van een schietgat.

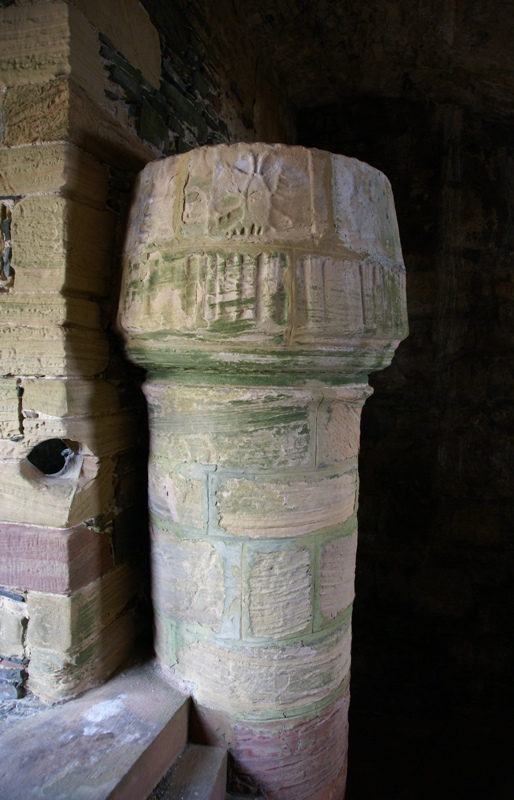
Het versierde kapiteel bovenaan de brede wenteltrap in de zuidwestelijke toren.

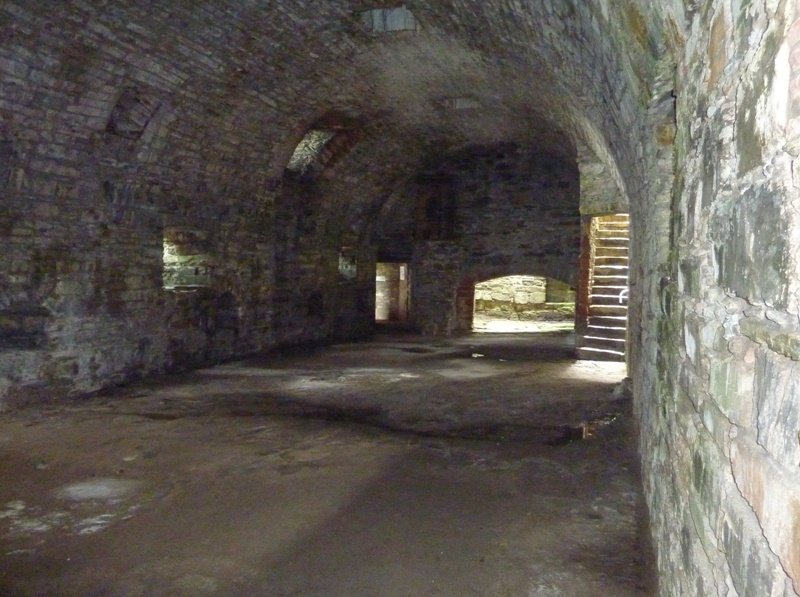
De keuken op de begane grond van het hoofdgebouw. De trap rechts leidt naar de grote hal.

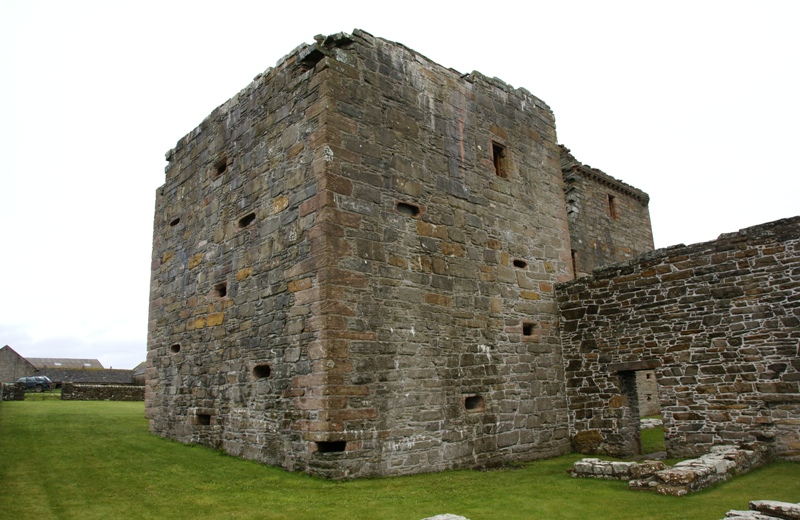
De zuidwestelijke toren, gezien vanuit het zuidwesten.

Noltland Castle is (de ruïne van) een zestiende-eeuws kasteel, 0,8 kilometer ten westen van Pierowall gelegen op Westray, een van de Schotse Orkney-eilanden.

## Geschiedenis
Op de plaats waar sinds de zestiende eeuw Noltland Castle staat werd in 1420 door Thomas Tulloch, bisschop van Orkney, een kasteel gebouwd. In 1461 werd hij opgevolgd door William Tullich, die tot 1477 de functie van bisschop bekleedde.
Tegen het einde van de vijftiende eeuw werd het kasteel belegerd door de Sinclairs van Warsetter.
In 1560 begon de bouw aan Noltland Castle in opdracht van Gilbert Balfour. De bouw duurde tot 1573; het kasteel was op dat moment waarschijnlijk nog niet af. Later werd het kasteel uitgebreid met een extra vleugel en werd een poort toegevoegd die leidde naar de binnenplaats.
Balfour was Master of the Household (Meester van de Huishouding) van Mary, Queen of Scots en verkreeg het gebied via zijn huwelijk met Margaret Bothwell, zus van de bisschop van Orkney. Haar broer Adam Bothwell, bisschop van Orkney, schonk hem in 1560 de landerijen. Rond deze tijd werd Balfour Constable of Kirkwall en Sheriff of Orkney.
Balfour was betrokken bij zowel de moord op kardinaal David Beaton in 1546 en op Lord Darnley in 1567. Hij werd gevangengenomen bij de verovering van St Andrews Castle in 1547 samen met twee van zijn broers en John Knox en bracht een aantal jaren door op de Franse galeien.
Hij bleef Mary steunen na haar vlucht naar Engeland in 1568, totdat hij in 1571 schuldig werd bevonden aan hoogverraad en uiteindelijk Schotland ontvluchtte. Balfour diende in het Zweedse leger totdat hij in 1576 werd geëxecuteerd wegens verraad tegen de Zweedse koning.
Rond 1572 werd Noltland Castle ingenomen door Robert Stewart, die later graaf van Orkney zou worden. In 1574 werd vastgelegd dat het kasteel weer was teruggegeven aan de familie Balfour.
In 1592 (of in 1598) werd Noltland Castle belegerd en ingenomen door William Stewart van Egilsay namens zijn halfbroer Patrick Stewart, tweede graaf van Orkney, als betaling van een uitstaande schuld. Patrick Stewart had het kasteel minstens vijf jaar in handen. Vermoedelijk was hij verantwoordelijk voor de ongewoon brede wenteltrap in de zuidwestelijke toren die naar de grote hal leidde.
In 1606 verkocht Sir Andrew Balfour van Mountquhanie zijn landerijen en het kasteel aan Sir John Arnot, Treasurer-Depute van Schotland en Lord Provost van Edinburgh. In 1611 werd Sir John Sheriff of Orkney, nadat graaf Patrick in 1610 wegens hoogverraad was gevangengezet.
Een aantal manschappen van de markies van Montrose zocht in het kasteel zijn toevlucht na de nederlaag in de Slag van Carbisdale in 1650. Later was Noltland Castle in handen van de troepen van Oliver Cromwell.
In 1746 werd het kasteel beschadigd door een brand. In 1760 werd Noltland Castle verlaten. In 1911 kwam het kasteel in staatsbeheer.

## Bouw
Noltland Castle volgt de zogenaamde Z-plattegrond, waarbij het kasteel rechthoekig van vorm is met in totaal twee rechthoekige torens op diagonaal tegenliggende hoeken. Het kasteel had vier verdiepingen en een zolder. Het hoofdblok is 26,4 meter lang en 11 meter breed. De torens hebben elk een oppervlakte van 8,2 vierkante meter.
De ingang bevindt zich in de zuidwestelijke toren. Het kasteel is voorzien van een grote hoeveelheid schietgaten, 71 in totaal. Een aantal ervan zijn van hetzelfde type als wordt aangetroffen in Muness Castle en Scalloway Castle op de Shetlandeilanden en in The Earl's Palace in Kirkwall.
Op de begane grond bevonden zich de keuken met een grote haard met oven, en de opslagruimtes. Een ongebruikelijk brede wenteltrap leidt vanaf de ingang naar de grote hal op de eerste verdieping.
Aan de top van de stenen kolom, waaraan de wenteltrap vastzit, bevindt zich een rijkelijk gedecoreerd kapiteel. Qua stijl lijkt deze op een soortgelijk kapiteel in Fyvie Castle, dat gedateerd wordt op 1595-1603. Vanuit de keuken leidt eveneens een kleinere trap naar de hal.
In de zeventiende eeuw werd aan de zuidzijde een binnenplaats aangelegd. In de achttiende eeuw werd een extra vleugel met een L-vormige plattegrond gebouwd aan deze binnenplaats.
Aan de westzijde van het kasteel bevond zich ooit een begraafplaats.

## Folklore
In de dertiende eeuw doodde Sir David Balfour in een moment van woede zijn hond toen deze een beker uit zijn hand had gestoten. De hond had echter zijn meester gered, aangezien de drank in de beker vergiftigd was. Sindsdien verschijnt er een huilende geesthond als teken dat er een lid van de familie Balfour binnenkort zal sterven.
In het kasteel zou een brownie gewoond hebben, in de gestalte van een oude man die mensen in nood hielp. De brownie verliet het kasteel toen de mensen het verlieten.

## Beheer
Noltland Castle wordt beheerd door Historic Environment Scotland, net als de nabijgelegen Pierowall Church.